# Projekt Diana

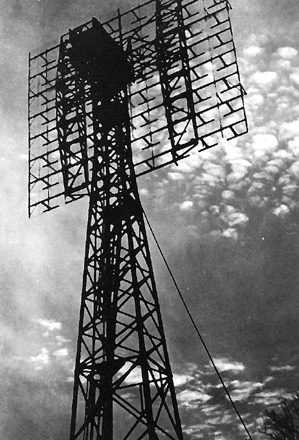
Antena wykorzystywana w projekcie Diana

Projekt Diana (nazwa pochodzi od Diany, rzymskiej bogini Księżyca) był projektem amerykańskiego Korpusu Łączności Sił Lądowych (US Army Signal Corps) rozpoczętym w celu badań nad odbiciem fal radiowych od Księżyca. Dzisiaj nazwany EME (Ziemia-Księżyc-Ziemia). Była to pierwsza próba „dotknięcia” innego ciała niebieskiego.
W laboratorium w Camp Evans (część Fortu Monmouth) w pobliżu Wall Township w New Jersey zbudowano w tym celu wielki nadajnik, odbiornik i zestaw anten. Nadajnikiem był w wysokim stopniu zmodyfikowany radar SCR 271 z okresu II wojny światowej, zapewniający moc 3 kW na częstotliwości 111,5 MHz w impulsie 0,25 sekundy, antena (zestaw dipoli) dawała 24 dB zysku.
Odbite sygnały odebrano około 2,5 sekundy później odbiornikiem kompensującym modulację Dopplera odbitego sygnału. Konstrukcja anteny przewidywała tylko obrót podstawy masztu wokół swojej osi. Powodowało to, że kierunek wiązki fal radiowych mógł zmieniać się jedynie w płaszczyźnie poziomej, w ten sposób ustawiano jej azymut. Kąt elewacji wiązki (inaczej wysokość) był stały, antena „patrzyła” na horyzont, więc próby mogły być przeprowadzone tylko podczas wschodu i zachodu Księżyca, w pasie 15 stopni, kiedy kąt wzniesienia anteny był poziomy. Próba taka trwała około 40 minut podczas każdego okrążenia księżyca. Pierwsza pomyślna transmisja odbyła się 10 stycznia 1946 o 11:58 czasu miejscowego.
Projekt Diana oznaczał narodziny amerykańskiego programu kosmicznego oraz astronomii radarowej. To był pierwszy pokaz sztucznie wytworzonych sygnałów mogących przeniknąć jonosferę, umożliwiający radiokomunikację pozaziemską sondom kosmicznym i eksplorację kosmosu. Od tego czasu projekty kosmiczne brały swoje nazwy od rzymskich bogów, na przykład Merkury i Apollo.
Dzisiaj siedziba Projektu Diana prowadzona jest przez krótkofalowców z Ocean-Monmouth Amateur Radio Club, skąd pracują czasami z okazji specjalnych wydarzeń (np. zawody).